# Stefan Hula (sciatore 1986)
Stefan Jarosław Hula (Szczyrk, 29 settembre 1986) è un saltatore con gli sci polacco.
È figlio dell'omonimo combinatista nordico, a sua volta sciatore nordico di alto livello.

## Biografia
In Coppa del Mondo ha esordito l'8 gennaio 2005 a Willingen (10°), ha ottenuto il primo podio il 21 marzo 2009 a Planica (2°) e la prima vittoria il 27 gennaio 2018 a Zakopane.
In carriera ha preso parte a quattro edizioni dei Giochi olimpici invernali, Torino 2006 (29° nel trampolino normale, 5° nella gara a squadre), Vancouver 2010 (31° nel trampolino normale, 19° nel trampolino lungo, 6° nella gara a squadre), Pyeongchang 2018 (5º nel trampolino normale, 15º nel trampolino lungo, 3º nella gara a squadre) e Pechino 2022 (26º nel trampolino normale), a tre dei Campionati mondiali (4° nella gara a squadre a Liberec 2009, nella gara a squadre dal trampolino normale a Oslo 2011 e nella gara a squadre a Seefeld in Tirol 2019 i migliori risultati), e a cinque dei Mondiali di volo, vincendo una medaglia.

## Palmarès

### Olimpiadi
- 1 medaglia:
  - 1 bronzo (gara a squadre a Pyeongchang 2018)

### Mondiali di volo
- 1 medaglia:
  - 1 bronzo (gara a squadre a Oberstdorf 2018)

### Mondiali juniores
- 1 medaglia:
  - 1 argento (gara a squadre a Stryn 2004)

### Coppa del Mondo
- Miglior piazzamento in classifica generale: 26º nel 2016
- 7 podi (tutti a squadre):
  - 1 vittoria
  - 4 secondi posti
  - 2 terzi posti

#### Coppa del Mondo - vittorie
| Data            | Località | Nazione | Trampolino                                                         |
| --------------- | -------- | ------- | ------------------------------------------------------------------ |
| 27 gennaio 2018 | Zakopane | Polonia | Wielka Krokiew HS140 (con Maciej Kot, Dawid Kubacki e Kamil Stoch) |